# ポルト
ポルト（ポルトガル語: Porto [ˈpoɾtu] ( 音声ファイル)、英語: Porto, Oporto）は、ポルトガル北部の港湾都市。首都リスボンに次ぐポルトガル第二の都市。世界遺産にも登録された同国屈指の観光都市。ポルト都市圏では、人口は約160万人を数える。

## 歴史
ポルトの創設は5世紀以前にさかのぼり、ローマ帝国時代からの港町ポルトゥス・カレ（ラテン語でPortus Cale、「カレの港」の意）に起源をもつ。だが、ローマ以前のケルト文化の名残であるシタデルも市外の中心にも残存している。ローマ時代の周辺をコンダドゥス・ポルトカレンシスといい、ここに成立した王国がポルトガル王国となった。ポルトガルの名はこれに由来する。
ポルトを含む一帯はイスラーム勢力に占領されたこともあったが、12世紀フランス王の一族であるアンリ・ド・ブルゴーニュがレコンキスタで奪回した。
1387年、ジョアン1世とイングランド王エドワード3世の第4子であるジョン・オブ・ゴーントの娘フィリパ・デ・レンカストレとの結婚式がポルトで行われた。イギリスとポルトガルの同盟関係はこの時代から始まっている。
14世紀から15世紀にかけての大航海時代、ポルトで生産された船団はポルトガル海軍の発展に大いなる貢献をした。1415年に、ジョアン1世の子供であるエンリケ航海王子はポルトを出発し、モロッコの地中海に面する港町セウタを攻撃した。エンリケ航海王子によるセウタ攻略がそれ以後のポルトガルの海外への雄飛への出発点であった。
18世紀から19世紀にかけてポルト港から特産ワインがイングランドに盛んに輸出され、英語でポートワイン（ポルト・ワイン）と呼ばれて有名になった。
1976年1月1日、左派勢力のデモが市内にある陸軍営倉になだれ込もうとしたところに治安警察軍側が発砲、死者3人、死傷者15人を出した。営倉には前年11月25日に反乱を起こした左派兵士約100人が収容されていた。

## 地理
- 大西洋に流入するドウロ川北岸の丘陵地帯に築かれ、河口に近い。ドウロ川には、サン・ジョアン橋、マリア・ピア橋、インファンテ橋、ドン・ルイス1世橋、アラビタ橋など6本の橋がかかる[4][5]。
- リスボンの北300キロメートルに位置し、ポルトガル北部の中心地である。

## 気候
ケッペンの気候区分で地中海性気候に区分される。
| ポルトの気候                                      | ポルトの気候  | ポルトの気候 | ポルトの気候 | ポルトの気候 | ポルトの気候 | ポルトの気候 | ポルトの気候 | ポルトの気候 | ポルトの気候 | ポルトの気候  | ポルトの気候  | ポルトの気候  | ポルトの気候 |
| 月                                                | 1月           | 2月          | 3月          | 4月          | 5月          | 6月          | 7月          | 8月          | 9月          | 10月          | 11月          | 12月          | 年           |
| ------------------------------------------------- | ------------- | ------------ | ------------ | ------------ | ------------ | ------------ | ------------ | ------------ | ------------ | ------------- | ------------- | ------------- | ------------ |
| 最高気温記録 °C （°F）                            | 23.3 (73.9)   | 23.2 (73.8)  | 28.5 (83.3)  | 30.2 (86.4)  | 34.1 (93.4)  | 38.7 (101.7) | 40.0 (104)   | 40.9 (105.6) | 36.9 (98.4)  | 32.2 (90)     | 26.3 (79.3)   | 24.8 (76.6)   | 40.9 (105.6) |
| 平均最高気温 °C （°F）                            | 13.8 (56.8)   | 15.0 (59)    | 17.4 (63.3)  | 18.1 (64.6)  | 20.1 (68.2)  | 23.5 (74.3)  | 25.3 (77.5)  | 25.7 (78.3)  | 24.1 (75.4)  | 20.7 (69.3)   | 17.1 (62.8)   | 14.4 (57.9)   | 19.6 (67.3)  |
| 日平均気温 °C （°F）                              | 9.5 (49.1)    | 10.4 (50.7)  | 12.6 (54.7)  | 13.7 (56.7)  | 15.9 (60.6)  | 19.0 (66.2)  | 20.6 (69.1)  | 20.8 (69.4)  | 19.5 (67.1)  | 16.4 (61.5)   | 13.0 (55.4)   | 10.7 (51.3)   | 15.2 (59.4)  |
| 平均最低気温 °C （°F）                            | 5.2 (41.4)    | 5.9 (42.6)   | 7.8 (46)     | 9.1 (48.4)   | 11.6 (52.9)  | 14.5 (58.1)  | 15.9 (60.6)  | 15.9 (60.6)  | 14.7 (58.5)  | 12.2 (54)     | 8.9 (48)      | 6.9 (44.4)    | 10.7 (51.3)  |
| 最低気温記録 °C （°F）                            | −3.3 (26.1)   | −2.8 (27)    | −1.6 (29.1)  | 0.1 (32.2)   | 3.3 (37.9)   | 5.6 (42.1)   | 9.5 (49.1)   | 8.0 (46.4)   | 5.5 (41.9)   | 1.4 (34.5)    | −0.3 (31.5)   | −1.2 (29.8)   | −3.3 (26.1)  |
| 降水量 mm （inch）                                | 147.1 (5.791) | 110.5 (4.35) | 95.6 (3.764) | 117.6 (4.63) | 89.6 (3.528) | 39.9 (1.571) | 20.4 (0.803) | 32.9 (1.295) | 71.9 (2.831) | 158.3 (6.232) | 172.0 (6.772) | 181.0 (7.126) | 1,237 (48.7) |
| 平均降水日数 （≥0.1 mm）                          | 17            | 16           | 15           | 14           | 13           | 9            | 6            | 5            | 8            | 14            | 15            | 15            | 147          |
| 平均月間日照時間                                  | 124.0         | 130.0        | 192.2        | 216.0        | 257.3        | 273.0        | 306.9        | 294.5        | 225.0        | 182.9         | 138.0         | 124.0         | 2,464        |
| 日照率                                            | 40            | 42           | 52           | 55           | 55           | 61           | 66           | 68           | 63           | 54            | 46            | 44            | 53.8         |
| 出典1：Instituto de Meteorologia                  |               |              |              |              |              |              |              |              |              |               |               |               |              |
| 出典2：Hong Kong Observatory (降水日数・日照時間) |               |              |              |              |              |              |              |              |              |               |               |               |              |

## 経済
郊外に製油所2か所を構える国営石油ガス会社Galpほか、多数の企業が集まっている。農業では、ポートワインのほかドライフルーツ・ナッツ・オリーブ油を生産する。

## 交通
地下鉄｜ライトレール（ポルトメトロ、Metro do Porto）
2002年に開業し、全部で6路線ある。メトロと名乗っているが、分類上はライトレールであり、都心部では地下を走行する。A・B・C・E・F線はエスタディオ・ド・ドラゴンとセニョーラ・ダ・オーラの間の都心部は同じ路線を走る。A・B・C・E線は、セニョーラ・ダ・オーラでそれぞれの目的地に枝分かれする。また、F線はエスタディオ・ド・ドラゴンからファンゼレスへ伸びる。D線は市内を南北に貫通し、ドウロ川をドン・ルイス1世橋の上段で渡河する。A・B・C・D・E線はトリンダーデ駅で乗り換えが可能。運賃はゾーン制で、ポルト都市圏でそれぞれゾーンが決められており、チケットは後述するバス・市電・CP近郊線と共通である。第一期開業区間であるA線は港湾地区であるマトジーニョスに向けて建設され、同地区にはトランジットモールが設置されている。2009年現在、2ゾーン有効なチケットで片道0.95ユーロ。2006年にはフランシスコ・デ・サ・カルネイロ空港ターミナルビルと直結する支線が開業している。
市電・バス等（STCP）
市電は3系統（1番・18番・22番）である。イベリア半島で最初に建設された市電であるが、現在では観光用的な要素が強い。むしろ市内交通の主役はバスである。そのほか、ケーブルカーがある。また、ポルト市外へはSTCP以外の民間会社が運営するバスを利用する。
鉄道（ポルトガル鉄道）
- カンパニャン駅 - ポルト市の表玄関の駅であり、市街地のはずれにある。リスボン方面やブラガ方面からのアルファ・ペンドゥラールやICはカンパニャン駅を発着する。
- サン・ベント駅 - 市内中心部にあり近郊線が乗り入れている。

空港
フランシスコ・デ・サ・カルネイロ空港:ポルト市から10キロメートルほど北の都市ヴィーラ・ノーヴァ・ダ・テーリに所在する。アクセスはメトロE線が乗り入れている。
ドウロ川クルーズ
ドウロ川沿いのカイス・ダ・リベイラや、対岸のヴィラ・ノヴァ・デ・ガイアから船でドウロ川にかかる橋をめぐるツアーや、ポートワインの原料となるブドウを生産しているアルト・ドウロ地方まで船で河を遡上するツアーが出ている。

## 教育
- ポルト大学

## スポーツ

### サッカー
ポルトではサッカーが最も人気のスポーツであり、サッカーリーグのプリメイラ・リーガに所属するFCポルトとボアヴィスタFCが存在する。FCポルトはUEFAチャンピオンズリーグにおいて2度の優勝経験を有しており、トヨタカップでも2度の世界王者に輝いているヨーロッパ屈指の強豪クラブである。また、ボアヴィスタFCは「2000-01シーズン」に1度リーグ優勝を果たしたものの、近年は低迷しており古豪として知られる。

## 特産品
- ポートワイン（ポルトワインとも表現）

ただし、生産はドウロ川を挟んだ反対側のヴィラ・ノヴァ・デ・ガイアで行われている。

## 姉妹都市
大航海時代の縁で日本の長崎市と1978年以来、姉妹都市提携している。そのほかの都市は下記の通り。
- ベイラ、モザンビーク
- ボルドー、フランス
- ブリストル、イギリス
- ドゥルエーロ・デ・ラ・シエーラ、スペイン
- イェーナ、ドイツ
- レオン、スペイン
- リエージュ、ベルギー
- ルアンダ、アンゴラ
- マカオ
- ミンデロ、カーボベルデ
- Neves、サントメ・プリンシペ
- ンドラ、ザンビア
- レシフェ、ブラジル
- ビーゴ、スペイン

## 著名な出身者
- マノエル・デ・オリヴェイラ - 映画監督
- アルヴァロ・シザ - 建築家
- ロザ・モタ - マラソン選手
- ティアゴ・モンテイロ - F1ドライバー
- アルトゥール・ロウレイロ - 画家

## 世界遺産
聖グレゴリウス聖堂、大聖堂、ポルサ宮、聖フランシスコ聖堂などを含む旧市街地は、1996年、「ポルト歴史地区」としてユネスコの世界遺産に登録された。2016年に現在の名称に変更された（登録範囲の変更はなし）。

### 登録基準
この世界遺産は世界遺産登録基準のうち、以下の条件を満たし、登録された（以下の基準は世界遺産センター公表の登録基準からの翻訳、引用である）。
- (4) 人類の歴史上重要な時代を例証する建築様式、建築物群、技術の集積または景観の優れた例。

### 文化遺産

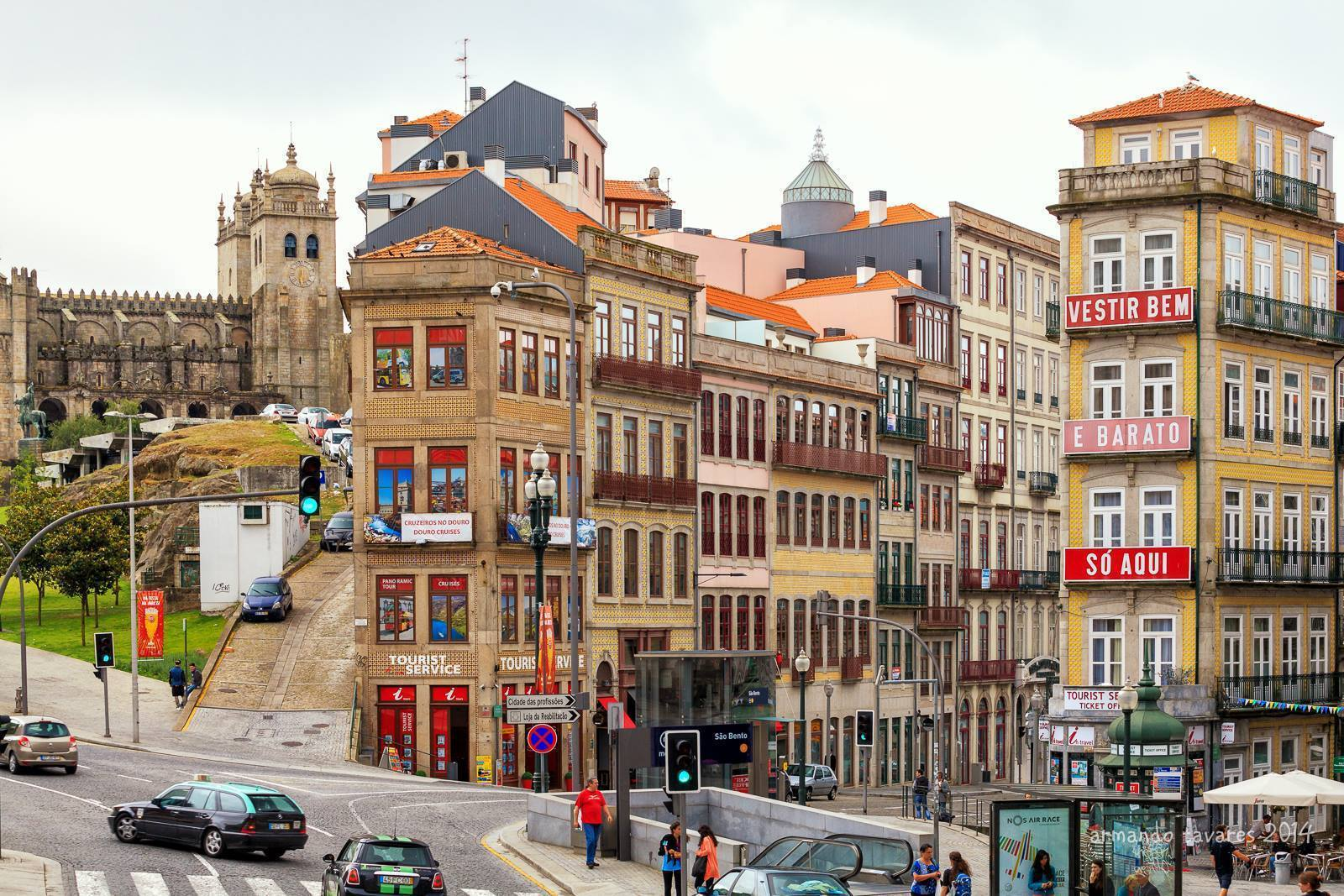
街並み

- クレリゴス教会 - 18世紀に建設されたバロック建築の教会。クレリゴスの塔の高さは約70メートル。
- ポルト大聖堂 - もともとは12世紀に建設された要塞であるが、17世紀から18世紀にかけて改修された。
- ボルサ宮 - 1834年に、火災で焼失したサン・フランシスコ修道院の跡地に建設された。

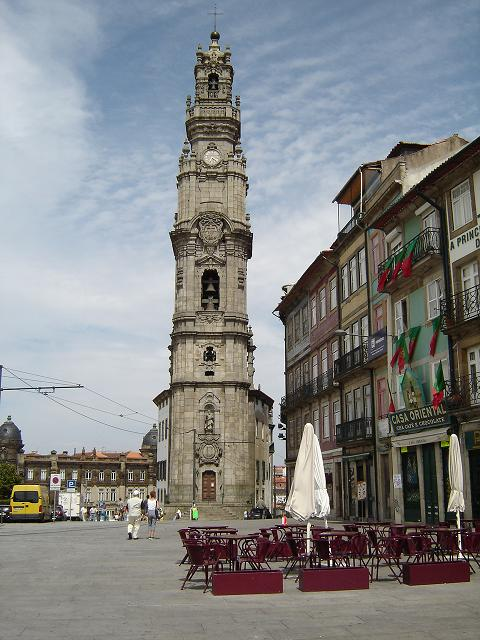
聖グレゴリオ教会の塔（ポルトのシンボル）
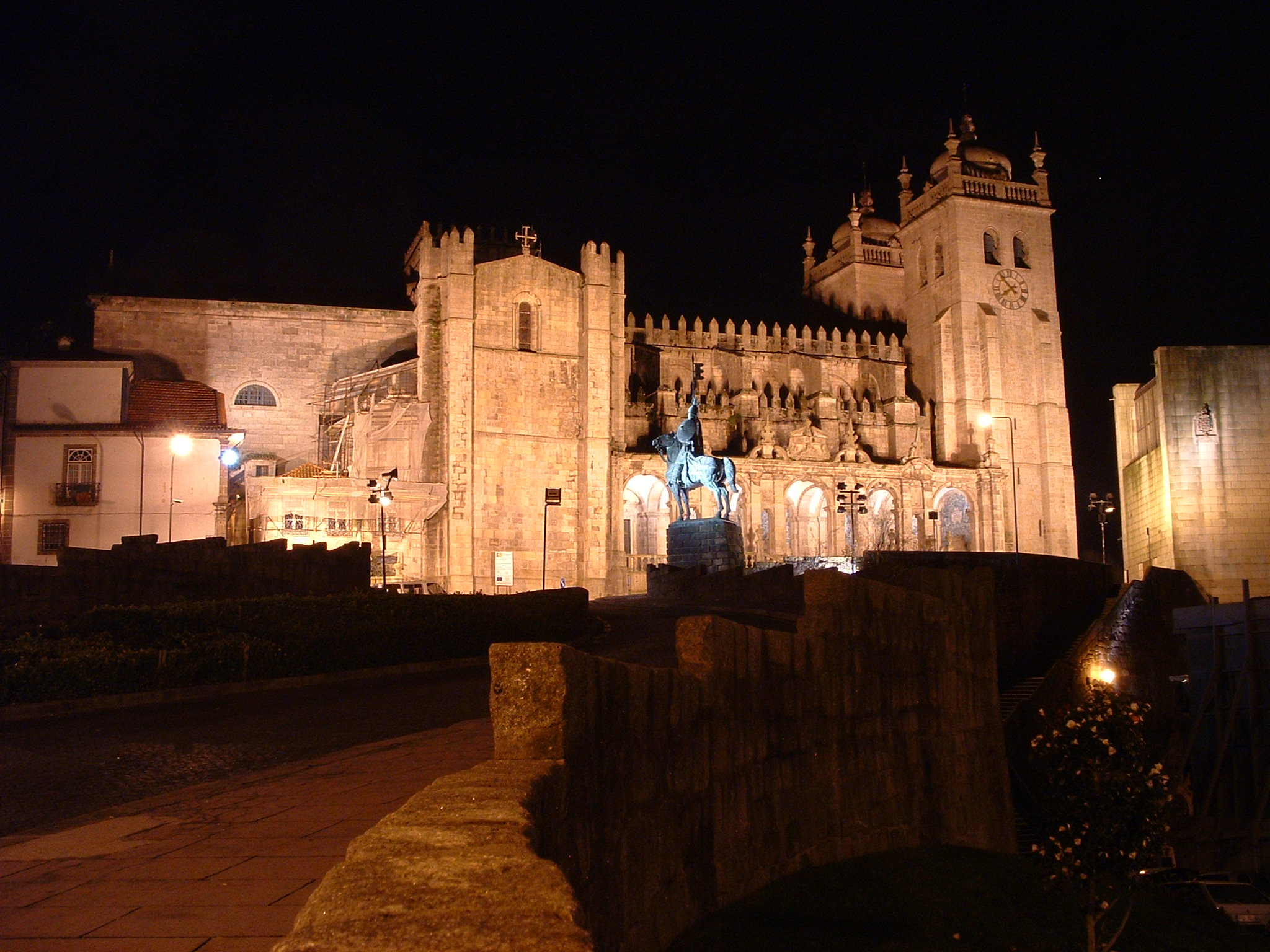
ポルトの大聖堂
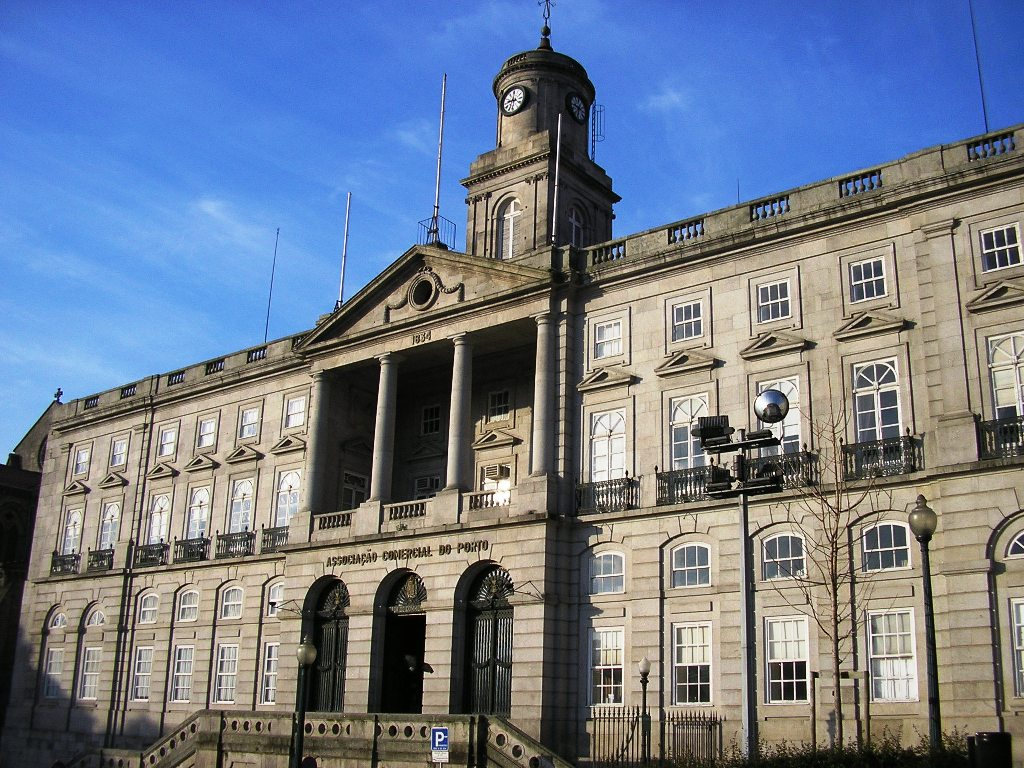
ボルサ宮

- 街並み